# سنافه
سنافه یک شهرک در اریتره است که در منطقه جنوبی (اریتره) واقع شده‌است.

## خصوصیات
سنافه ۲٬۴۴۶ متر بالاتر از سطح دریا واقع شده‌است.